# Taraxacum leptophyllum
Taraxacum leptophyllum — вид квіткових рослин з родини айстрових (Asteraceae). Вид зростає в Європі: Фінляндія, північноєвропейська Росія, Польща; це багаторічна рослина помірних біомів.